# Gustaf Hoff
Gustaf Ferdinand Hoff, född den 5 oktober 1849 i Kristianstad, död den 6 juli 1911 i Helsingborg, var en svensk jurist.
Hoff blev student vid Lunds universitet 1868 och avlade examen till rättegångsverken där 1871. Han blev vice häradshövding 1875, stadsnotarie och notarius publicus i Helsingborg 1877, tillförordnad borgmästare där 1893 och ordinarie borgmästare 1899. Hoff blev riddare av Vasaorden 1902.